# Sate
Een sate was in het noorden van Nederland (met name Friesland) de benaming voor een stuk bewoond land. Sate komt van het Oudfriese sitte, wat "zitten" of "wonen" betekent.
Vaak wordt met een sate het geheel van de onroerende goederen van een boerderij bedoeld, het eigenlijke gebouw, inclusief de state. De nadruk ligt hierbij wel op de landerijen als agrarisch en juridisch belangrijkste deel. De uitdrukking 'sate en lannen' in notariële advertenties betekent over het algemeen: een boerderij, bestaande uit nog nader te benoemen landerijen, of: het geheel van de tot de boerderij te rekenen landerijen samen met losse of verspreid liggende landerijen. Vroeger was het stemrecht verbonden aan de hoeveelheid grond die aan een sate behoorde, en niet slechts het erf (hoarnleger), wat door sommigen graag werd gezien.
Een ander onderscheid dat wel wordt gemaakt is dat met een sate een gewone boerderij werd aangeduid en met een state een voorname boerderij, vaak van een adellijke familie of een herenhuis. Dit onderscheid werd echter niet altijd even nauw gehanteerd. Zoals worden in het register van den aanbreng in 1546 alle boerderijen bij Kimswerd (inclusief de adellijke) sate genoemd (inclusief de Bonga saet; de latere Bongastate) en in het nabijgelegen Midlum allemaal state (inclusief de kerkplaats 'Sint-Nicolaas Staten').